# سیارک ۸۸۱۲
سیارک ۸۸۱۲ (به انگلیسی: 8812 Kravtsov، نامگذاری:1982UY6) هشت هزار و هشتصد و دوازدهمین سیارک کشف شده‌است که در ۲۰ اکتبر ۱۹۸۲ کشف شد.
قدر مطلق سیارک برابر ۱۳٫۵۰ است.